# خواکین تورینا
خواکین تورینا (به اسپانیایی: Joaquín Turina) آهنگساز و نوازنده پیانو اسپانیایی در ۹ دسامبر ۱۸۸۲ در سویل زاده شد و در ۱۴ ژانویه ۱۹۴۹ در مادرید درگذشت.

## برخی از آثار
- سونات برای ویلن و پیانو
- سرناد برای سازهای زهی
- «رقصهای کولیها» برای پیانو
- «بزرگداشت تارگا» (تاره گا) برای گیتار

## شنیدن آثار
- youtube
- deezer